# Ceylonoxenia setipleura
Ceylonoxenia setipleura är en tvåvingeart som beskrevs av Ronald Henry Lambert Disney 1997. Ceylonoxenia setipleura ingår i släktet Ceylonoxenia och familjen puckelflugor.
Artens utbredningsområde är Pakistan. Inga underarter finns listade i Catalogue of Life.